# The Link (rascacielos)
The Link, también conocido como Tour The Link, es un rascacielos de 241 metros (791 pies) y 51 pisos actualmente en construcción en Puteaux, en el distrito de La Défense de París, en Francia. Fue diseñado por el arquitecto francés Philippe Chiambaretta.
La torre albergará la nueva sede de TotalEnergies. Una vez finalizado en 2025, The Link será el rascacielos más alto de Francia.

## Historia
En julio de 2017, Total eligió Link Tower para albergar su nueva sede. Entre 5.500 y 6.000 empleados, anteriormente distribuidos en Tour Coupole y Tour Michelet, se agruparán en este nuevo rascacielos.
El jueves 11 de junio de 2020, Groupama anuncia el inicio del proyecto The Link con la demolición del edificio existente en la zona, al que siguió en 2021 la propia construcción.